# Kallenberg (Althütte)
Kallenberg ist ein zur Gemeinde Althütte gehörender Weiler im baden-württembergischen Rems-Murr-Kreis. Der Ort liegt in der Region Stuttgart und im Naturpark Schwäbisch-Fränkischer Wald. Bis 1819 war Kallenberg eine eigenständige Gemeinde.

## Geographische Lage
Der landwirtschaftlich geprägte Weiler mit vier benannten Straßen liegt auf einer Rodungsinsel und Hochebene zwischen dem Tal der Wieslauf im Süden und dem Naturraum Backnanger Bucht im Norden. Durch den Ort verläuft die Landstraße L1120.
Umliegende Ortschaften sind das zu Auenwald gehörende Däfern im Norden, Althütte-Lutzenberg im Nordosten, Rudersberg-Mannenberg im Osten, Oberndorf und Rudersberg im Südosten beziehungsweise Süden. Südwestlich von Kallenberg liegt der Königsbronnhof. Westlich und nordwestlich liegen Heutensbach und die zu Weissach im Tal gehörenden Orte Wattenweiler und Bruch.

## Geschichte
Kallenberg wurde erstmals in einer Vertragsurkunde im Jahre 1408 erwähnt, dürfte jedoch schon im 14. Jahrhundert existiert haben. Mit diesem Vertrag veräußerte der Edelknecht Fritz von Nippenburg und seine Gattin Anna von Venningen ein kleines Hofgut in Kallenberg für 3 Pfund Heller an das Augustiner-Chorherrenstift Backnang. In diesem Dokument lautete der Ortsname bereits Kallenberg. Namensvarianten sind Callenberg (1459), Kalenberg (1555), Khallenberg (1569). Im Forstlagerbuch von Andreas Kieser (1686) heißt der Ort ebenfalls Kalenberg. In einem Urbar aus der ersten Hälfte des 18. Jahrhunderts wird der Ort Kahlenberg genannt. Der Name bedeutet kahler Berg. Die ersten Siedler übertrugen den Flurnamen auf die Ortschaft.
Kallenberg war ein Zubehör der Burg Reichenberg und wurde 1439 mit der Burg und anderen Orten von den Grafen Ludwig und Ulrich von Württemberg an die Brüder Peter und Wernher Nothaft von Hohenberg verpfändet. 1459 erwarb Graf Ulrich V. von Württemberg die Rechte und Güter des Backnanger Stifts in Kallenberg. In einem Landbuch von 1624 ist Kallenberg als Bestandteil des Reichenberger Amts aufgeführt.
Bis 1819 war Kallenberg eine eigenständige Gemeinde und bildete mit Lutzenberg eine Schultheißerei. Kirchlich gehörte Kallenberg bis 1853 zur Pfarrei Rudersberg.

### Einwohnerentwicklung
- 1807: 53 Einwohner[4]
- 1871: 135[5]

## Religion
Seit der Einführung der Reformation durch Herzog Ulrich von Württemberg ist Kallenberg wie ganz Alt-Württemberg evangelisch-lutherisch geprägt. Katholiken wanderten erst nach den Vertreibungen des Zweiten Weltkriegs zu. Die Evangelischen Einwohner gehören zur 1853 eingerichteten Pfarrei Althütte. Katholiken besuchen die Heilig-Geist-Kirche in Althütte, die zur Seelsorgeeinheit Weissacher Tal gehört.

## Politik

### Schultheißen
Im ländlichen Württemberg stellten die oft die wohlhabenden und angesehenen Landwirte die Schultheißen, die man umgangssprachlich auch Bauraschultes (Bauernschultheiß) nannte. 
Liste der Schultheißen und Bürgermeister (unvollständig; Amtszeiten oft unklar):
- 1807: Johann Michael Weller (in Personalunion mit Lutzenberg)[4]

## Sonstiges
Seit 1978 führt der nach Georg Fahrbach benannte Georg-Fahrbach-Weg durch Kallenberg. Der Fernwanderweg des Schwäbischen Albvereins hat eine Länge von etwa 130 Kilometern. Er verbindet Criesbach, den Geburtsort Georg Fahrbachs bei Ingelfingen, mit dem Stuttgarter Stadtteil Uhlbach.